# Padmanabhapuram
Padmanabhapuram là một thành phố và khu đô thị của quận Kanniyakumari thuộc bang Tamil Nadu, Ấn Độ.

## Địa lý
Padmanabhapuram có vị trí 8°14′B 77°20′Đ / 8,23°B 77,33°Đ Nó có độ cao trung bình là 15 mét (49 feet).

## Nhân khẩu
Theo điều tra dân số năm 2001 của Ấn Độ, Padmanabhapuram có dân số 20.051 người. Phái nam chiếm 50% tổng số dân và phái nữ chiếm 50%. Padmanabhapuram có tỷ lệ 82% biết đọc biết viết, cao hơn tỷ lệ trung bình toàn quốc là 59,5%: tỷ lệ cho phái nam là 85%, và tỷ lệ cho phái nữ là 79%. Tại Padmanabhapuram, 10% dân số nhỏ hơn 6 tuổi.